# قلعه کند لان
قلعه کند لان در شهرستان سقز، بخش مرکزی، روستای کندلان واقع شده و این اثر در تاریخ ۱۰ دی ۱۳۸۱ با شمارهٔ ثبت ۶۸۴۳ به‌عنوان یکی از آثار ملی ایران به ثبت رسیده است.